# Дружины украинских националистов

Дружина украинских националистов в тренировочном лагере в Австрии.

Дружины украинских националистов (ДУН) (укр. Дружини українських націоналістів, также известные как «Украинский легион») — украинское вооружённое формирование, созданное 25 февраля 1941 года с санкции руководителя абвера адмирала Канариса. Состояло из групп «Север» (командир Роман Шухевич) и «Юг» (командир Рихард Ярый), которые в документах абвера именовались «Специальное подразделение „Нахтигаль“» (нем. «Nachtigal» − «Соловей») и «Организация Роланд» (нем. «Roland») и находились в оперативном подчинении командования полка абвера «Бранденбург-800».

## Предыстория
С момента создания Организации украинских националистов (1929) своей главной целью она декларировала создание и укрепление самостоятельного единого украинского государства (УССД — укр. Українська Самостійна Соборна Держава), которое должно было включать в себя все этнические украинские земли. В течение первого десятилетия существования ОУН её основным врагом являлась Польша, контролировавшая территорию Западной Украины. Сентябрь 1939 года радикально изменил ситуацию в Центральной и Восточной Европе — и, соответственно, обстановку, в которой предстояло действовать ОУН. По словам самих деятелей украинского националистического подполья, перед ними открылся практически неведомый ранее фронт борьбы против «одного оккупанта Украины — большевистской Москвы».
Германия уже с начала 1920-х годов рассматривалась руководством украинских националистических организаций (Украинская войсковая организация и продолжившая её дело Организация украинских националистов) как основной союзник в достижении поставленных целей. Сотрудничество с немецкой военной разведкой (абвером) началось в 1922 году. После прихода Гитлера к власти отношения между ОУН и Германией становятся ещё теснее. Украинский вопрос входит в сферу интересов высшего руководства Третьего рейха. Сотрудничество в подрывной деятельности против польского государства оживилось весной 1939 года, после того как Гитлер в одностороннем порядке разорвал Декларацию о неприменении силы с Польшей. ОУН активно включилась в работу немецких спецслужб, занимаясь подготовкой антипольского «украинского восстания». В рамках подготовки ОУН к участию в боевых действиях на территории Польши из галичан-эмигрантов было сформировано специальное подразделение «Военные отряды националистов» («укр. Військові Відділи Націоналістів») под руководством полковника Романа Сушко. ОУН под руководством Мельника видела в «легионе Сушко» основу будущей украинской армии.
ОУН возлагала на новую войну огромные надежды, намереваясь при поддержке Гитлера получить «Украинское государство». Берлин же разыгрывал «украинскую карту» лишь в интересах дестабилизации ситуации в Польше — речь шла о том, чтобы в нужный момент подтолкнуть украинское население Польши к восстанию против польской власти и направить на территорию Польши обученные отряды украинских националистов, обеспечив их оружием. «Легиону» под командованием полковника Сушко предстояло стать базой для начала восстания на территории Западной Украины, которое, в свою очередь, должно было послужить поводом для немецкого нападения на Польшу.
«Военные отряды националистов» входили в состав немецко-словацкой группировки, наносившей удар на Польшу со словацкой территории. Они были задействованы лишь в качестве вспомогательного подразделения. Планировавшееся первоначально использование «легиона» в проведении диверсий, разведывательной и пропагандистской деятельности в тылу польских войск и организации вооружённых выступлений украинских националистов на Волыни и в Восточной Малопольше оказалось не реализовано в связи с подписанием Договора о ненападении между Германией и Советским Союзом и вступления советских войск на территорию Польши в середине сентября 1939 года. По завершении немецкого вторжения «Украинский легион» был расформирован, а его члены прошли переподготовку для службы в так называемой «украинской полиции» на оккупированных немцами территориях.

## Соглашение о создании украинских формирований
В начале 1940 года конфликт в руководстве ОУН привёл к её расколу на две фракции — бандеровцев (ОУН (б)) по имени её руководителя Степана Бандеры и мельниковцев — сторонников Андрея Мельника. Именно ОУН(б) в дальнейшем доминировала в националистическом движении на Западной Украине.
На протяжении 1940 — первой половины 1941 годов Бандера и его сторонники строили работу ОУН по следующим направлениям:
- подготовка и организация восстания на территории УССР;
- формирование украинских войсковых подразделений за пределами УССР;
- всеобщее военное обучение оуновцев на территории Генерал-губернаторства и
- снабжение повстанцев на Украине кадрами, планами, инструкциями, картами, пособиями и пр.[3]

В апреле 1941 года сторонники Бандеры провели в Кракове II Большой Сбор украинских националистов. На съезде был заявлен курс на углубление взаимодействия со странами-агрессорами во Второй мировой войне (Германией, Италией и Японией). К этому времени Германия и её союзники контролировали практически всю континентальную часть Западной Европы и явно готовились к войне на востоке. В постановлениях съезда было заявлено, что ОУН намерена использовать предстоящую войну (между Германией и СССР) для борьбы за самостоятельное украинское государство. В связи с этим членам ОУН было дано указание заниматься исключительно саботажем, диверсиями и вредительством, инспирируя разложение и хаос в советском тылу. Вопрос о том, на чьей стороне будет выступать ОУН, был решён однозначно: «Державы, которые ведут борьбу с Москвой и не относятся враждебно к Украине, мы рассматриваем как естественных союзников. Платформой длительных союзнических отношений может быть совместная борьба против большевистской Москвы».
В феврале 1941 года Рихард Ярый, возглавивший с лета 1940 года военную референтуру ОУН(б), провёл предварительные переговоры с армейским руководством нацистской Германии и достиг договорённости о подготовке вермахтом 700 украинских боевиков. На завершающем этапе переговоров к ним подключились шеф сухопутных войск генерал В. фон Браухич, руководитель абвера адмирал В. Ф. Канарис и руководитель ОУН(б) С. Бандера. 25 февраля было достигнуто соглашение о подготовке украинских подразделений в составе 800 человек, которым, по планам руководства ОУН(б), предстояло составить ядро украинской армии, союзной с вермахтом. Как утверждал в своих мемуарах Бандера, официального документа между ОУН(б) и вермахтом не было подписано; при этом руководители ОУН передали немецкой стороне письменное изложение условий, на которых ОУН соглашалась на сотрудничество: целью создаваемого формирования должна быть борьба против «большевистской России за обновление и защиту Самостийной Соборной Украинской Державы»; формирование должно будет подчиняться Проводу ОУН, с которым оно будет связано присягой; участие формирования в боевых действиях будет возможно лишь по решению и с согласия Провода ОУН; формирование должно будет подчиняться немецкому командованию лишь по вопросам военного обучения и воинского распорядка, но не будет принимать военной присяги Германии; военная референтура Провода ОУН присваивает обучающимся воинские звания и формирует командный состав подразделений.
В украинских документах создаваемое формирование именовалось «Дружинами украинских националистов» (группы «Север» и «Юг», которым в немецких документах были присвоены условные обозначения «Специальное подразделение „Нахтигаль“» и «Организация Роланд», соответственно). Официальная задача, которую немецкое военное командование поставило перед подразделениями, состояла в «обеспечении безопасности передвижения немецких частей по Украине, разоружении остатков Красной армии, охране эшелонов с пленными и боеприпасами». Личный состав в ходе обучения овладел тактикой ведения боевых действий в городских условиях, приёмами маскировки, разведывательно-диверсионной работы, получили навыки командования отделениями, взводами и ротами.

## «Нахтигаль» и «Роланд»
Подбором личного состава из добровольцев (польских военнопленных-украинцев) и мобилизованных членов ОУН занимался специально созданный мобилизационный отдел Провода ОУН(б).
Комплектование будущего батальона «Нахтигаль» проводилось в Кракове в марте-апреле 1941 года. После прохождения здесь начальной военной подготовки часть кандидатов была сразу же отправлена в Бранденбург, где им предстояло пройти обучение диверсионному делу. Остальные в начале апреля 1941 г. были распределены по лагерям на юге Генерал-губернаторства в лемковских местечках (Крыница, Дукля, Барвинек, Команьча, Закопане). Отсюда после прохождения курса огневой подготовки и идеологической обработки их перебросили на учебный полигон «Нойхаммер» (Силезия) для обучения действиям в составе подразделения, а также совместно с 1-м батальоном полка «Бранденбург-800», в оперативном подчинении которого «Нахтигалю» предстояло действовать на территории СССР. Окончательно сформированный батальон, получивший условное наименование «Специальное подразделение Нахтигаль», насчитывал, согласно немецким документам, 330 человек (3 роты). Роман Шухевич — будущий командующий УПА — по версии источников ОУН(б), занимал в «Нахтигале» должность «политвоспитателя» (укр. політвиховника) и был старшим по званию среди украинских командиров.
Формирование второго украинского батальона («Роланд») началось в середине апреля на территории Австрии. Всего было отобрано 350 человек. Отбором занимался Рихард Ярый. В отличие от «Нахтигаля», личный состав «Роланда» в основном был представлен добровольцами — эмигрантами первой волны и их потомками. Кроме того, до 15 % от общей численности составили украинские студенты из Вены и Граца. Обучение батальона проходило в замке Зауберсдорф, в 50 км к югу от Вены.  Подготовкой личного состава руководил бывший офицер польской армии майор Евгений Побигущий, возглавивший батальон. Все остальные офицеры, инструкторы и администрация лагеря были украинцами, в то время как германское командование представляла группа связи в составе 3 офицеров и 8 унтер-офицеров, обучавших курсантов обращению с немецким оружием и тактике немецкой армии. Личный состав носил форму рядового состава бывшей чехословацкой армии образца 1930 года. На вооружении батальона находилось немецкое лёгкое стрелковое оружие и два чешских пулемёта. В первых числах июня 1941 года батальон отбыл в Южную Буковину, где ещё около месяца проходил интенсивное обучение, по завершении которого походным маршем двинулся в район Ясс, а оттуда через Кишинёв и Дубоссары — на Одессу.
Окончившие к концу мая обучение три диверсионные группы ДУН общей численностью 25 человек были переброшены абвером на территорию СССР до начала войны, к середине июня 1941 года. Перед ними ставились задачи по минированию военных объектов, осуществлению диверсий на транспорте, повреждению средств и линий связи. Диверсанты получали задания и от оуновского руководства, которое также снабжало их националистической литературой и фальшивыми советскими документами.
Основной состав батальона «Нахтигаль» совместно с 1-м батальоном полка «Бранденбург-800» был переброшен к советской границе в район Перемышля к 21 июня 1941 года. Батальонам предстояло выполнять функции передового охранения 1-й горной дивизии XXXXIV-го армейского корпуса 6-й армии группы армий «Юг».
В августе 1941 года Дружины украинских националистов были отозваны с фронта и отправлены во Франкфурт-на-Одере на переформирование.

## 201-й шуцманшафт батальон
В октябре 1941 года ДУН были переформированы в 201-й полицейский (шуцманшафт) батальон. В марте 1942 года батальон был направлен в Белоруссию для борьбы с советскими партизанами.
В декабре 1942 года по окончании годового контракта личный состав батальона отказался продлевать контракт. Батальон под конвоем был отправлен в район Львова. Роман Шухевич по пути бежал. Батальон был распущен, и большинство личного состава к весне 1943 года присоединилось к УПА.